# Вряшник Олександр Сергійович
Олекса́ндр Сергі́йович Вряшник — молодший сержант Збройних сил України, учасник російсько-української війни.

## З життєпису
У складі 93-ї бригади у липні 2014-го брав участь у боях за Піски, механік-водій танка. 21 липня в ближньому бою, прикриваючи піхоту, танк був підбитий, навідник Олександр Олійник і далі вів вогонь, Вряшник з командиром танка молодшим сержантом Козаченком гасили пожежу. Бачачи неможливість загасити, екіпаж спрямував палаючий танк на територію ворога, і за хвилини до вибуху покинув його. Їхнє повернення прикривали 2 танки й кілька піхотинців, поранило Олега Посохова. В тому бою, що тривав 3,5 години, 6 вояків загинуло, 11 зазнало поранень.

## Нагороди
За особисту мужність, сумлінне та бездоганне служіння Українському народові, зразкове виконання військового обов'язку відзначений — нагороджений
- 10 жовтня 2015 року — орденом «За мужність» III ступеня.